# Thuja

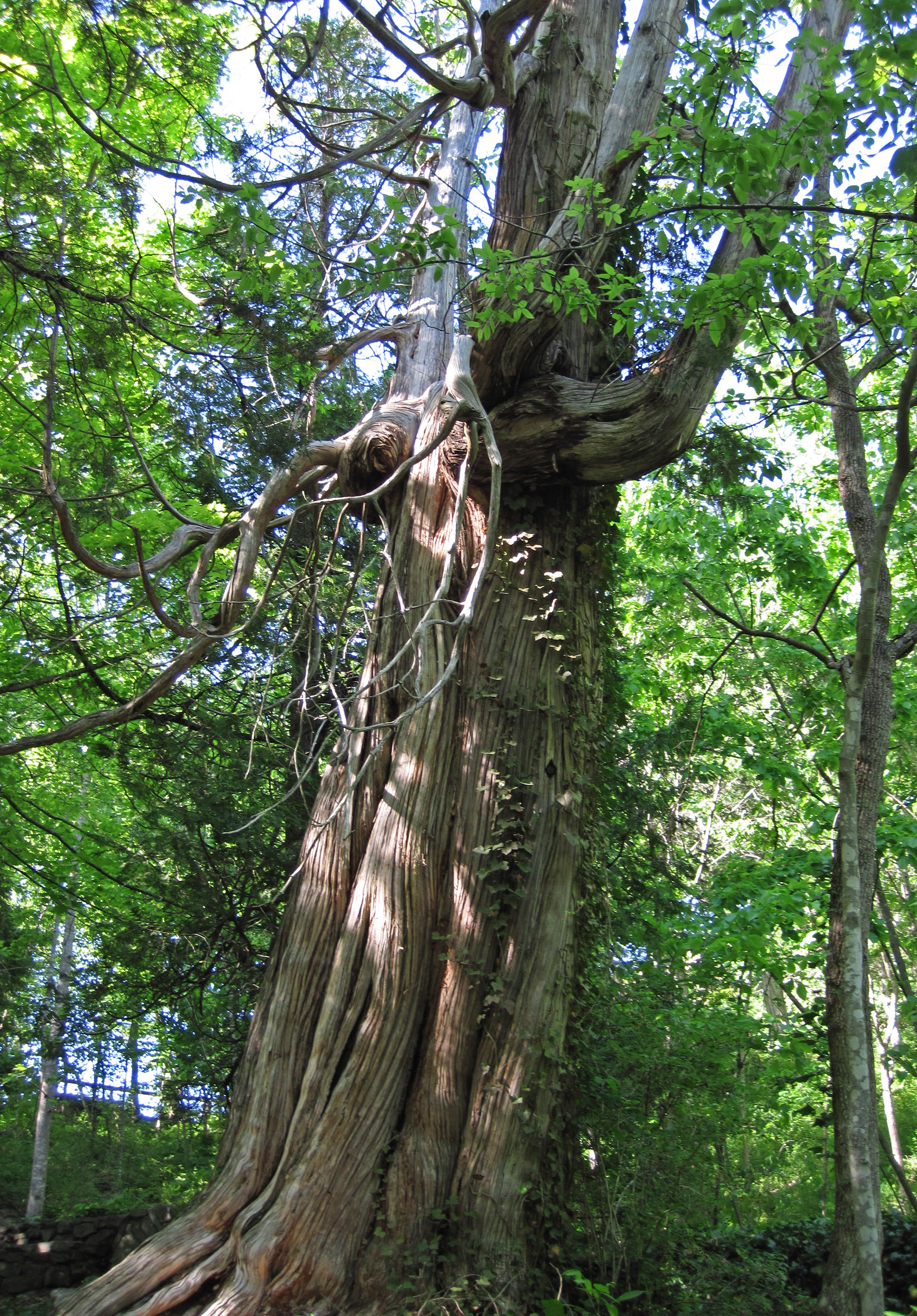
Thuja occidentalis (hábito).

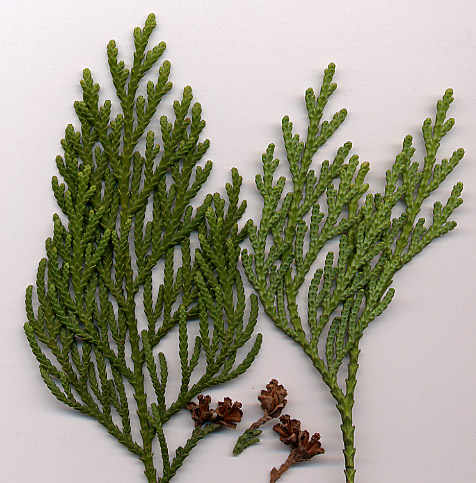
Folhagem e cones de Thuja standishii.

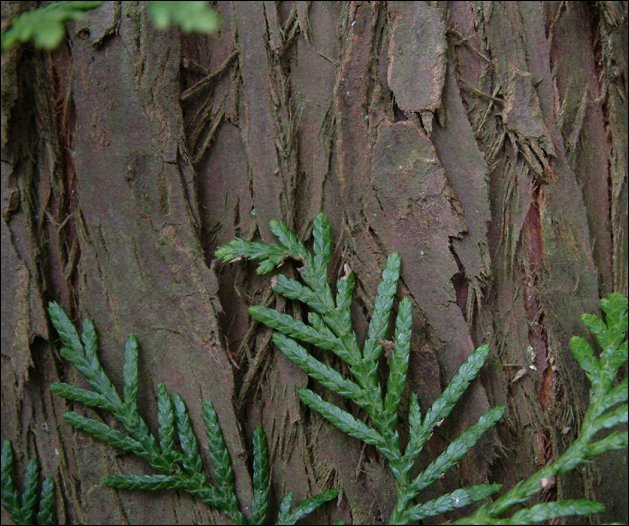
Casca e folhagem de Thuja plicata

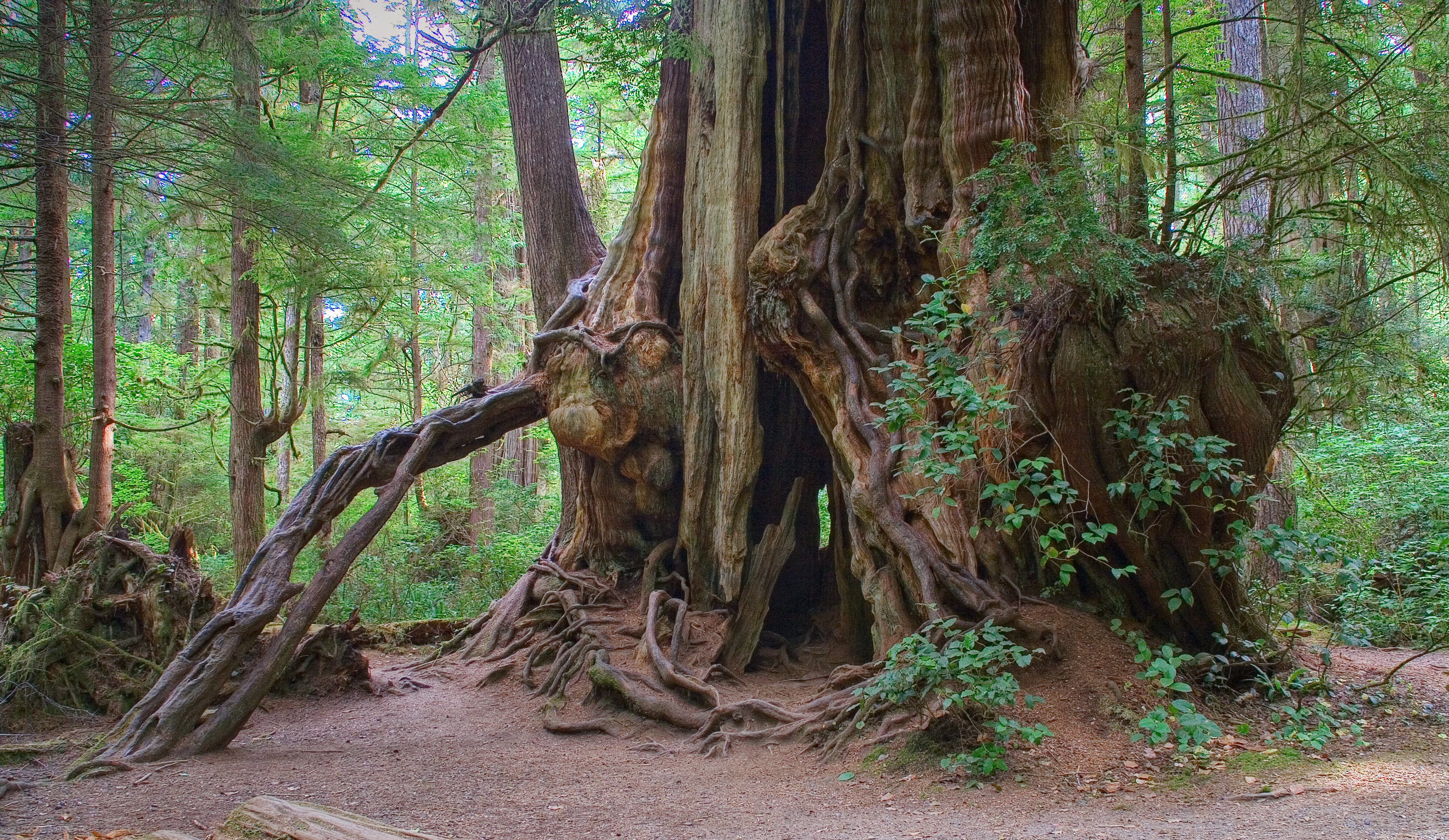
Old growth T. plicata na Olympic Peninsula, USA

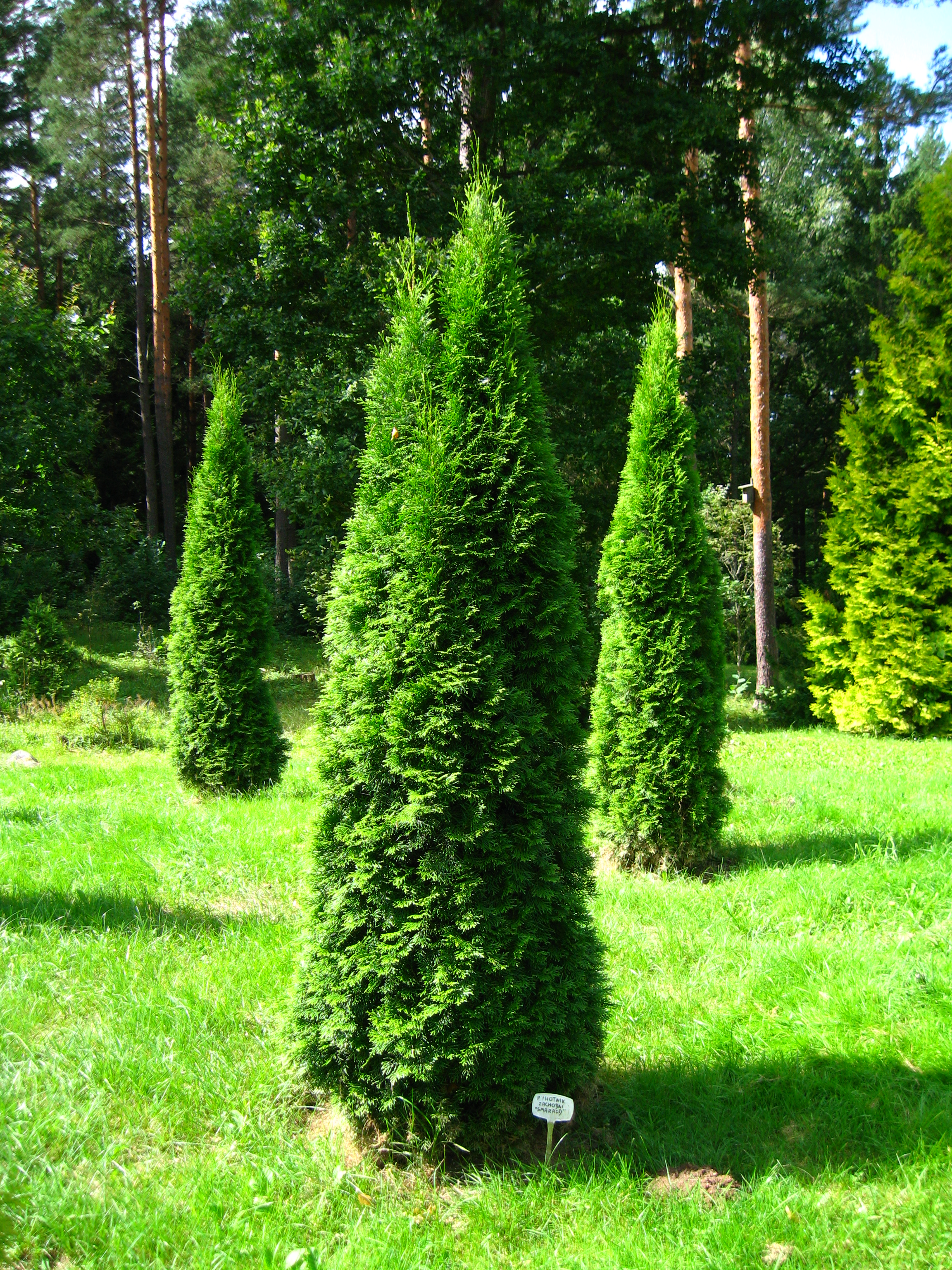
Cultivares de Thuja occidentalis num arboreto.

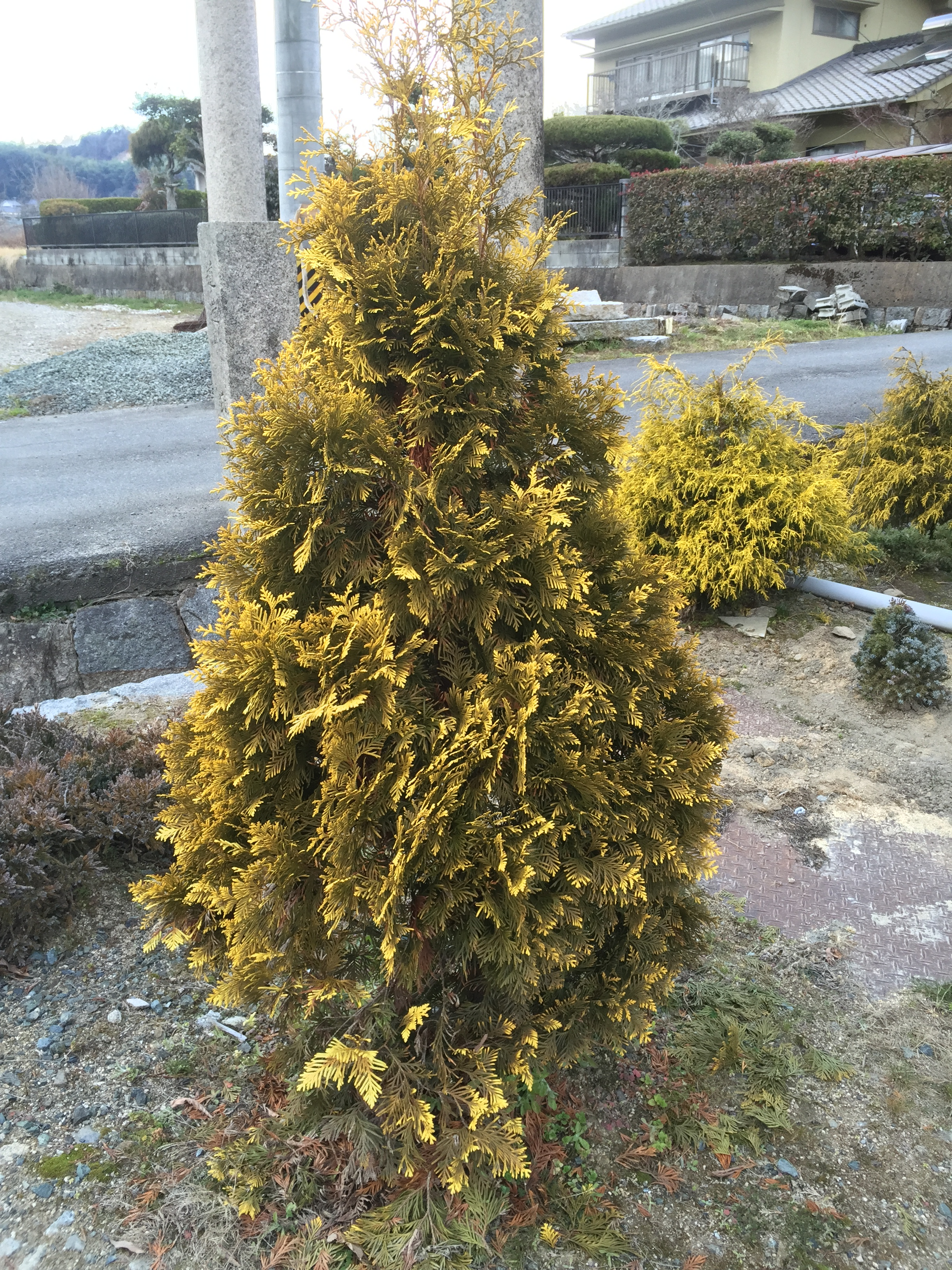
Thuja occidentalis, cultivar 'EuropeGold'

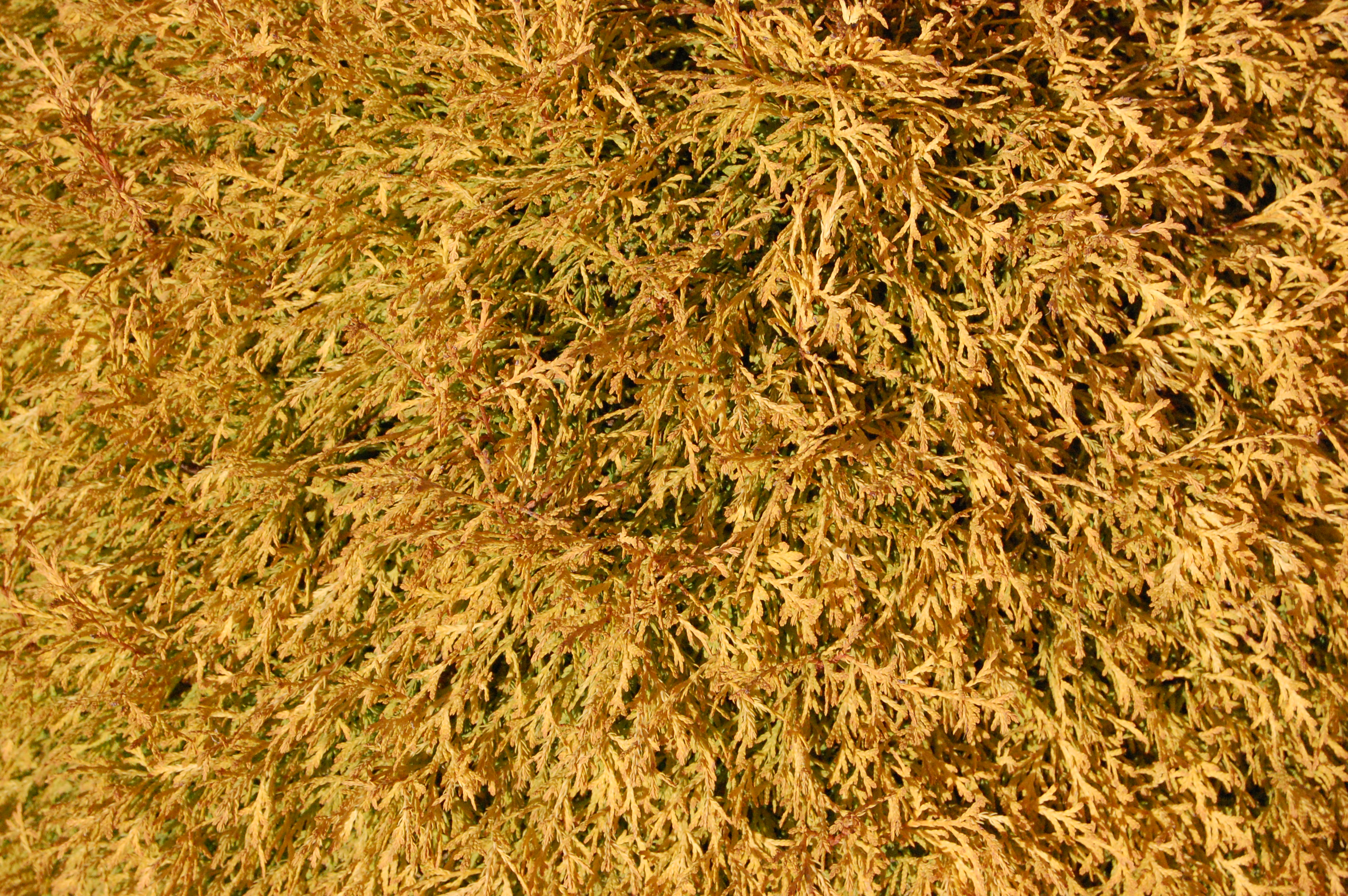
Folhagem outonal do cultivar 'Rheingold'

Thuja é um género de coníferas pertencente à família Cupressaceae, geralmente designadas por tuia ou árvore-da-vida (ou arborvitaes, do latim 'árvore da vida'), que agrupa cinco espécies de árvores e arbustos, dois nativos da América do Norte e três nativos do leste da Ásia. São espécies vulgarmente utilizadas com fins ornamentais em jardins e na feitura de sebes. A sua madeira é apreciada para usos em que se requeira resistência ao apodrecimento. O género é comprovadamente monofilético e constitui o grupo irmão do género Thujopsis.

## Descrição

### Morfologia
Os membros do género Thuja são árvores de folha perene com alturas máximas que variam do 3 aos 60 m, consoante a espécie, com casca castanho-avermelhada, de textura fibrosa. Os rebentos são planos, com rebentos laterais apenas num único plano. As folhas são semelhantes a escamas e têm um comprimento de 1 a 10 mm, exceto as plântulas jovens no seu primeiro ano, que têm folhas semelhantes a agulhas. As folhas em forma de escama estão dispostas em pares alternados e decussados em quatro filas ao longo dos ramos.
Os cones masculinos são pequenos, discretos e estão localizados nas pontas dos ramos. Os cones femininos começam por ser igualmente discretos, mas crescem até cerca de 1 a 2 cm de comprimento na maturidade, quando têm 6-8 meses de idade; têm 6-12 escamas sobrepostas, finas e coriáceas, cada escama com 1-2 pequenas sementes com um par de asas laterais estreitas.
As cinco espécies do género Thuja são árvores perenes de pequeno a grande porte com ramos achatados. As folhas estão dispostas em grupos achatados em forma de leque com glândulas de resina, e agrupadas de forma oposta em 4 fileiras. As folhas maduras são diferentes das folhas mais jovens, sendo que as dos ramos maiores têm ápices agudos, erectos e livres. As folhas dos ramos laterais achatados estão agrupadas em grupos apressados e têm a forma de escamas e os pares laterais são quilhados. Com exceção da T. plicata, as folhas laterais são mais curtas do que as folhas faciais (Li et al. 2005). As flores solitárias são produzidas terminalmente. Cones polínicos com 2-6 pares de esporofilos com 2-4 sacos polínicos. Os cones de sementes são elipsoides, tipicamente 9 a 14 mm de comprimento, e amadurecem e abrem no primeiro ano. As escamas finas e lenhosas do cone são em número de 4-6 pares e são persistentes e sobrepostas, com uma forma oblonga, sendo também basifixas. Os 2-3 pares centrais de escamas cónicas são férteis. Os cones de sementes produzem 1 a 3 sementes por escama, as sementes têm uma forma lenticular e são igualmente aladas. As plântulas produzem 2 cotilédones.

### Distribuição
O género Thuja tem populações extantes tanto na América do Norte como na Ásia Oriental. A espécie Thuja plicata tem uma distribuição alargada no Pacífico Noroeste, desde o norte da Califórnia até ao Alasca, atingindo o leste do Idaho e o centro da Colúmbia Britânica. A espécie Thuja occidentalis tem populações no nordeste dos Estados Unidos, atingindo o norte do Ontário e do Quebeque, com alguma distribuição até ao sul do Tennessee.
A espécie Thuja standishii tem populações nas regiões montanhosas das ilhas Honshu e Shikoku, no Japão, não havendo registo de população no norte do país. A Thuja koraiensis é nativa tanto da Coreia do Norte como da Coreia do Sul e tem uma pequena população na província de Jilin, no norte da China. A espécie recentemente redescoberta Thuja sutchuenensis tem uma distribuição extremamente limitada nas montanhas do condado de Chengkou, no sudeste da China.

## Ecologia
As espécies de Thuja são utilizadas como plantas alimentares pelas larvas de algumas espécies de Lepidoptera, incluindo as espécies Epirrita autumnata, Ectropis crepuscularia e Eupithecia pusillata.
A folhagem é também facilmente consumida pelos veados e, quando a densidade populacional de veados é elevada, pode afetar negativamente o crescimento de árvores jovens e o estabelecimento de plântulas.

## Filogenia e taxonomia

### Filogenia
Thuja é um género monofilético que se situa dentro da ordem Cupressales na família Cupressaceae. O género Thuja pertence ao clado cupressoide e é o grupo irmão do género Thujopsis. A relação filogenética de grupo irmão entre Thuja e Thujopsis é suportada com 100% de suporte bootstrap e 1,0 de probabilidade posterior. Os resultados de estudos de filogenética molecular permitem traçar o seguinte cladograma:
|  | T. sutchuenensis                                                  |
|  |                                                                   |
|  | \| \| T. occidentalis \| \| \| \| \| \| T. standishii \| \| \| \| |
|  |                                                                   |
|  | T. occidentalis                                                   |
|  |                                                                   |
|  | T. standishii                                                     |
|  |                                                                   |

|  | T. occidentalis |
|  |                 |
|  | T. standishii   |
|  |                 |

|  | T. sutchuenensis                                                  |
|  |                                                                   |
|  | \| \| T. occidentalis \| \| \| \| \| \| T. standishii \| \| \| \| |
|  |                                                                   |
|  | T. occidentalis                                                   |
|  |                                                                   |
|  | T. standishii                                                     |
|  |                                                                   |

|  | T. occidentalis |
|  |                 |
|  | T. standishii   |
|  |                 |

|  | T. sutchuenensis                                                  |
|  |                                                                   |
|  | \| \| T. occidentalis \| \| \| \| \| \| T. standishii \| \| \| \| |
|  |                                                                   |
|  | T. occidentalis                                                   |
|  |                                                                   |
|  | T. standishii                                                     |
|  |                                                                   |

|  | T. occidentalis |
|  |                 |
|  | T. standishii   |
|  |                 |

|  | T. sutchuenensis                                                  |
|  |                                                                   |
|  | \| \| T. occidentalis \| \| \| \| \| \| T. standishii \| \| \| \| |
|  |                                                                   |
|  | T. occidentalis                                                   |
|  |                                                                   |
|  | T. standishii                                                     |
|  |                                                                   |

|  | T. occidentalis |
|  |                 |
|  | T. standishii   |
|  |                 |

|  | T. sutchuenensis                                                  |
|  |                                                                   |
|  | \| \| T. occidentalis \| \| \| \| \| \| T. standishii \| \| \| \| |
|  |                                                                   |
|  | T. occidentalis                                                   |
|  |                                                                   |
|  | T. standishii                                                     |
|  |                                                                   |

|  | T. occidentalis |
|  |                 |
|  | T. standishii   |
|  |                 |

|  | T. sutchuenensis                                                  |
|  |                                                                   |
|  | \| \| T. occidentalis \| \| \| \| \| \| T. standishii \| \| \| \| |
|  |                                                                   |
|  | T. occidentalis                                                   |
|  |                                                                   |
|  | T. standishii                                                     |
|  |                                                                   |

|  | T. occidentalis |
|  |                 |
|  | T. standishii   |
|  |                 |

|  | T. sutchuenensis                                                  |
|  |                                                                   |
|  | \| \| T. occidentalis \| \| \| \| \| \| T. standishii \| \| \| \| |
|  |                                                                   |
|  | T. occidentalis                                                   |
|  |                                                                   |
|  | T. standishii                                                     |
|  |                                                                   |

|  | T. occidentalis |
|  |                 |
|  | T. standishii   |
|  |                 |

|  | T. sutchuenensis                                                  |
|  |                                                                   |
|  | \| \| T. occidentalis \| \| \| \| \| \| T. standishii \| \| \| \| |
|  |                                                                   |
|  | T. occidentalis                                                   |
|  |                                                                   |
|  | T. standishii                                                     |
|  |                                                                   |

|  | T. occidentalis |
|  |                 |
|  | T. standishii   |
|  |                 |

### Evolução e paleobiogeografia
A investigação atual sugere que a Thuja teve origem nas Américas e migrou para a Ásia Oriental através da ponte terrestre de Bering no Mioceno. Os registos fósseis mostram que os membros do género Thuja estavam significativamente mais distribuído durante o final do Cretáceo e o início do Terciário do que atualmente. O mais antigo fóssil de Thuja conhecido é de Thuja polaris, uma espécie extinta, encontrado em depósitos do Paleoceno da ilha Ellesmere, na atual Nunavut, Canadá.
Outras hipóteses sobre a origem da Thuja envolvem uma origem na Ásia Oriental, com o género a migrar duas vezes; uma para leste, para o noroeste da América, e outra para oeste, para o nordeste da América, mas como não existem registos fósseis fiáveis de Thuja na Ásia Ocidental ou na Europa, esta possibilidade pode ser eliminada.
O género "Thuja", como muitas outras formas de coníferas, é representado por formas ancestrais nas rochas do Cretáceo do norte da Europa e, com o avançar do tempo, migrou das regiões setentrionais para as mais meridionais, até ao Plioceno, altura em que desapareceu da Europa. A Thuja é também conhecida nos leitos do Miocénico dos Dakotas.

### Sistemática
Dentro do género, a taxonomia está em evolução, mas a investigação mais recente, baseada na análise molecular de plastomas no género Thuja, mostrou evidências de um novo agrupamento, com dois clados irmãos: T. standishii e T. koraiensisjuntos; e T. occidentalis e T. sutchuenensis juntos, com T. plicata como táxon irmão de T. occidentails e T. sutchuenensis. Esta nova formação é hipoteticamente o resultado de evolução reticulada e hibridação dentro do género.
A 5 espécies extantes do género Thuja são:
| Imagem | Nome científico                       | Nome comum                               | Distribuição natural |
| ------ | ------------------------------------- | ---------------------------------------- | --- |
|        | Thuja koraiensis Nakai                | Tuia-coreana                             | Jilin, Coreia |
|        | Thuja occidentalis L.                 | Arborvitae ocidental, tuia, cedro-branco | Leste do Canadá (Manitoba até Nova Scotia), leste dos Estados Unidos (principalmente Nordeste, Great Lakes, Appalachia) |
|        | Thuja plicata Donn ex D.Don           | Cedro-vermelho, tuia-vermelha            | Desde o Alaska até Mendocino County na Califórnia                                                                       |
|        | Thuja standishii (Gordon) Carrière    | Tuia-japonesa                            | Honshu, Shikoku |
|        | Thuja sutchuenensis (Gordon) Carrière | Tuia de Sichuan                          | Sichuan, Chongqing (China), mas quase extinto na natureza                                                               |

Acreditava-se que a espécie extante Thuja sutchuenensis estava extinta até 1999, quando uma pequena população foi descoberta no sudeste da China.
O género tem uma história taxonómica complexa, com uma circunscrição taxonómica que teve largas variações ao longo do tempo. Em consequência, existiram múltiplas espécies que já estiveram alocadas ao género Thuja, mas que entretanto foram segregadas ou transferidas para outros táxons. Entre as muitas espécies anteriormente incluídas em Thuja contam-se as seguintes:
- Austrocedrus chilensis (D.Don) Pic.Serm. & Bizzarri (as T. chilensis D.Don)
- Callitris rhomboidea R.Br. ex Rich. (as T. australis Poir.)
- Cupressus nootkatensis D.Don (as T. excelsa Bong.)
- Dacrycarpus imbricatus (Blume) de Laub (as T. javanica Burm.f.)
- Glyptostrobus pensilis (Staunton ex D.Don) K.Koch (as T. pensilis Staunton ex D.Don)
- Libocedrus plumosa (D.Don) Sarg. (as T. doniana Hook.)
- Platycladus orientalis (L.) Franco (as T. orientalis L.)
- Tamarix aphylla (L.) H.Karst. (as T. aphylla L.)
- Tetraclinis articulata (Vahl) Mast. (as T. articulata Vahl)
- Thujopsis dolabrata (Thunb. ex L.f.) Siebold & Zucc. (as T. dolabrata Thunb. ex L.f.)
- Widdringtonia nodiflora (L.) Powrie (as T. cupressoides L.)

A espécie Thuja orientalis é, actualmente, designada como Platycladus orientalis (tuia-da-china), constituindo um género à parte.
Outra espécie muito distinta e apenas distantemente relacionada, anteriormente tratada como Thuja orientalis, é agora tratada num género próprio, como Platycladus orientalis. Os parentes mais próximos de Thuja são Thujopsis dolabrata, distinto na sua folhagem mais espessa e cones mais robustos, e Tetraclinis articulata (grego: θυία ou θύα, anteriormente classificada no género e que deu nome à Thuja), distingue-se pela sua folhagem quadrangular (não achatada) e cones com quatro escamas grossas e lenhosas.
Um híbrido entre T. standishi e T. plicata foi designado como o cultivar Thuja 'Green Giant'.

## Etnobotânica

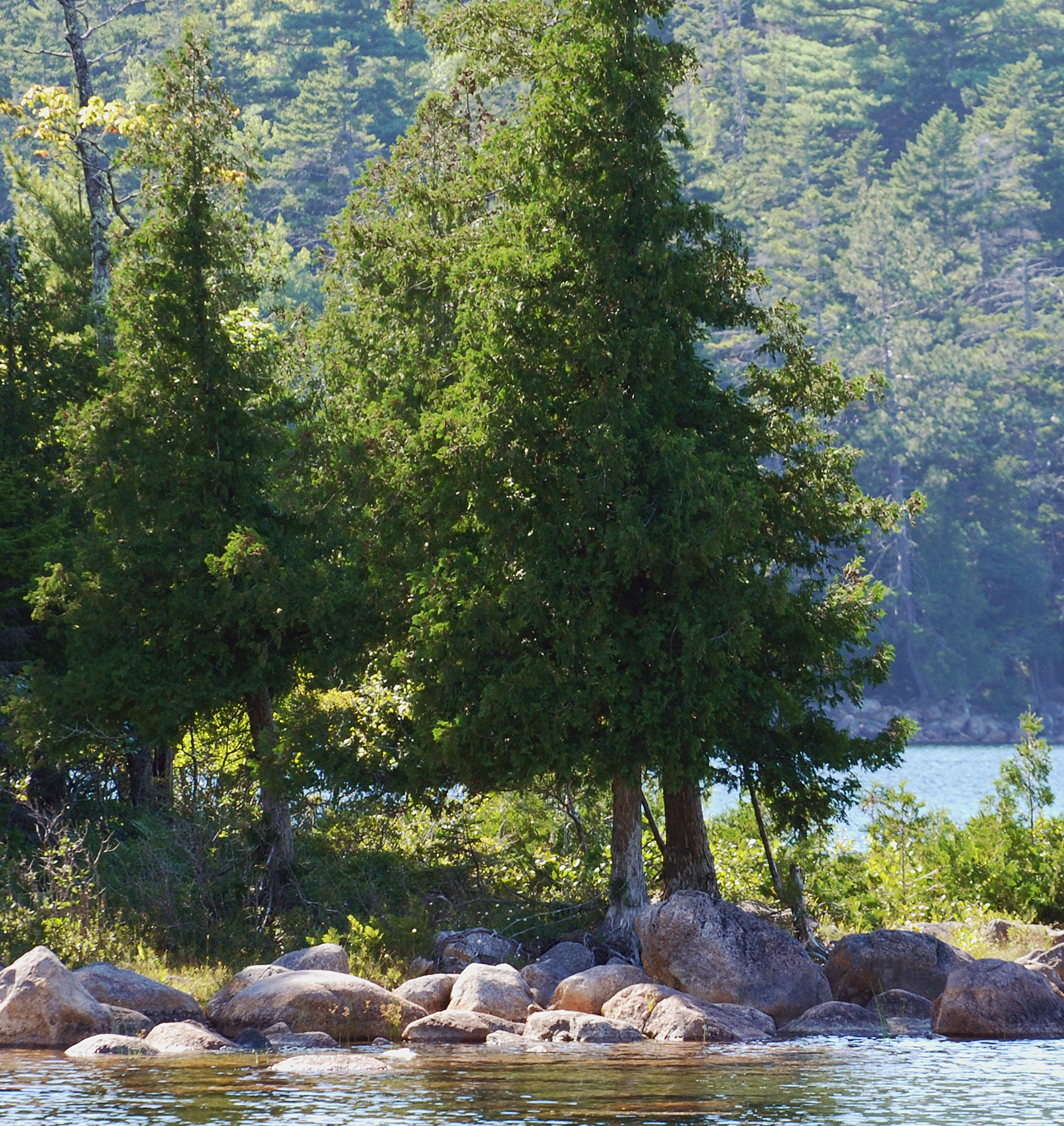
Thuja occidentali, Estados Unidos.

As espécies de Thuja são amplamente cultivadas como árvores ornamentais e muito utilizadas em sebes. São utilizados vários cultivares em espaços verdes. Os proprietários plantam-nas por vezes como árvores de privacidade. A cultivar 'Green Giant' é popular como uma planta de sebe muito vigorosa, crescendo até 80 cm/ano quando jovem.
A madeira das espécies do género Thuja é leve, macia e aromática. Pode ser facilmente rachada e resiste ao apodrecimento. A madeira tem sido utilizada para muitas aplicações, desde o fabrico de arcas que repelem as traças até às telhas. Os postes de Thuja são também frequentemente utilizados para fazer postes e carris de vedação. A madeira de Thuja plicata é normalmente utilizada para para a fabricação caixas de ressonância de guitarras. A sua combinação de peso leve e resistência ao apodrecimento também levou a que a madeira de T. plicata fosse amplamente utilizada para a construção de colmeias de abelhas.
A T. plicata é uma árvore importante para os povos das Primeiras Nações do Noroeste do Pacífico e é por vezes chamada "arvore da canoa" devido à sua utilização como material para as canoas dos nativos americanos.
O óleo de cedro e o óleo de folha de cedro, que são derivados da Thuja occidentalis, têm propriedades e utilizações diferentes. Contudo, o óleo de Thuja contém o terpeno tujona que foi estudado pelos seus efeitos antagonistas dos receptores GABA, com propriedades potencialmente letais.
Os povos aborígenes do Canadá utilizavam as folhas escamadas da Thuja occidentalis para fazer um chá que continha 50 mg de vitamina C por 100 gramas; este chá ajudava a prevenir e a tratar o escorbuto.
No século XIX, o género Thuja era vulgarmente utilizado para a confecção de tinturas ou pomadas de aplicação externa para o tratamento de verrugas, dermatofitoses e candidíases, e uma injeção local da tintura era utilizada para tratar verrugas venéreas.
Um ensaio de 2017 mostrou que o seu extrato matava eficazmente tanto as bactérias gram-positivas como as gram-negativas.
Tal como acontece com muitas Cupressaceae, a Thuja pode induzir reacções alérgicas, incluindo problemas de pele, oculares e respiratórios.

## Classificação lineana do género
| Sistema | Classificação                      | Referência               |
| ------- | ---------------------------------- | ------------------------ |
| Linné   | Classe Monoecia, ordem Monadelphia | Species plantarum (1753) |